# Chuck Wendig
Œuvres principales
- Riposte
- Dette de vie
- Chute de l'Empire
- Les Somnambules

Chuck Wendig, né le 22 avril 1976 à New Hope en Pennsylvanie, est un écrivain américain de science-fiction, fantasy, fantastique et horreur.

## Biographie
Charles David Wendig est un écrivain, scénariste et blogueur américain originaire et vivant en Pennsylvanie. Avant de devenir auteur de romans sous le pseudonyme de Chuck Wendig, il commence par écrire des jeux vidéo. 
Il s’essaye par ailleurs à l’écriture scénaristique et co-écrit Collapsus avec Lance Weiler (en), un projet interactif sélectionné pour les Emmy Awards. Son premier recueil de nouvelles, Irregular Creatures, est publié en janvier 2011, rapidement suivi de son premier roman, Double Dead, publié en novembre de la même année.
Il est l’auteur de plusieurs séries de livres dont Miriam Black ou Mookie Pearl, et a également scénarisé des bandes-dessinées, notamment la série Hyperion pour Marvel Comics, en collaboration avec l’illustratrice Nik Virella.
Mais Chuck Wendig est surtout connu pour le roman Riposte, premier tome de la trilogie Riposte destinée à faire le lien entre Le Retour du Jedi et Le Réveil de la Force, respectivement sixième et septième épisodes de la saga. Le livre s’est classé quatrième dans la liste des meilleures ventes du New York Times et de USA Today. 
Depuis 2000, Chuck Wendig tient un blog, « Terribleminds », sur lequel il partage entre autres des conseils d’écriture, depuis rassemblés dans The Kickass Writer publié en 2013.
En mars 2021, les éditions Sonatine publient en français son roman de science-fiction Les Somnambules.

## Œuvres

### UniversStar Wars

#### SérieRiposte
1. Riposte, Pocket, coll. « Star Wars » no 133, 2016 ((en) Aftermath, 2015), trad. Nicolas Ancion et Axelle Demoulin, 470 p.  (ISBN 978-2-266-25601-8)
2. Dette de vie, Pocket, coll. « Star Wars » no 156, 2018 ((en) Life Debt, 2016), trad. Nicolas Ancion et Axelle Demoulin, 564 p.  (ISBN 978-2-266-28354-0)
3. Chute de l'Empire, Pocket, coll. « Star Wars » no 159, 2019 ((en) Empire's End, 2017), trad. Nicolas Ancion et Axelle Demoulin, 549 p.  (ISBN 978-2-266-28357-1)

### SérieMiriam Black
1. Blackbird, Panini, coll. « Éclipse », 2014 ((en) Blackbirds, 2012), trad. Cyrielle Lebourg-Thieullent, 435 p.  (ISBN 978-2-8094-3957-1)
2. (en) Mockingbird, 2012
3. (en) The Cormorant, 2013
4. (en) Thunderbird, 2017
5. (en) The Raptor & the Wren, 2018
6. (en) Vultures, 2019

### SérieMookie Pearl
1. (en) The Blue Blazes, 2013
2. (en) The Hellsblood Bride, 2015

### UniversSpirit of the Century

#### SérieDinocalypse
1. (en) Dinocalypse Now, 2012
2. (en) Beyond Dinocalypse, 2013

### SérieHeartland
1. (en) Under the Empyrean Sky, 2013
2. (en) Blightborn, 2014
3. (en) The Harvest, 2015

### SérieWanderers
1. Les Somnambules, Sonatine, 2021 ((en) Wanderers, 2019), trad. Paul Simon Bouffartigue, 1174 p.  (ISBN 978-2-35584-820-9)Réédition, Pocket, coll. « Imaginaire » no 7322, 2022, 1 312 p. (ISBN 978-2-266-32408-3)
2. (en) Wayward, 2022

### Romans indépendants
- (en) Double Dead, 2011
- (en) Unclean Spirits, 2013
- (en) The Blue Blazes, 2013
- (en) Zeroes, 2015
- (en) Invasive, 2016
- (en) The Book of Accidents, 2021
- La Famille croque-mort, Albin Michel, coll. « Wiz », 2024 ((en) Dust & Grim, 2021), trad. Anne-Sylvie Homassel, 408 p.  (ISBN 978-2-226-47104-8)
- (en) Black River Orchard, 2023
- (en) The Staircase in the Woods, 2025

### Recueils de nouvelles
- (en) Irregular Creatures, 2011